# Crow
Gli Absaroke o Apsaroke (da Apsáalooke il loro nome in sioux), meglio conosciuti come Crow, sono una tribù di Nativi Americani. Appartenevano al gruppo linguistico dei Sioux ed erano stanziati nelle pianure del Montana e del Dakota del Sud.
Il loro nome significa "figli dell'uccello dal Grande Becco", ma i mercanti francesi fraintesero i gesti con cui i nativi indicavano il loro nome come gens des corbeaux ("popolo dei corvi"), da qui l'adozione del termine Crow ("corvo" in inglese).

## Storia
Il popolo degli Apsaroke era originariamente unito a quello dei coltivatori Hidatsa, ma si separò da questi sotto la guida del visionario antenato di nome Inanimato, formando quindi, nel XVII secolo, un proprio popolo.
Dapprima i Crow erano uniti in una grande tribù ed erano contro i Sioux. Poi però, nel XVIII secolo, forse per un litigio riguardante la selvaggina, si divisero in due tribù: i River Crow e i Mountain Crow. I Crow furono i primi ad utilizzare il fucile. Durante la guerra indiana del 1876 i Crow si allearono con il Governo degli Stati Uniti fornendo esploratori all'esercito statunitense. Oggi i Crow sopravvivono con una popolazione di 5.000 individui in una riserva (Crow Indian Reservation) ad ovest del fiume Tongue nel Montana.

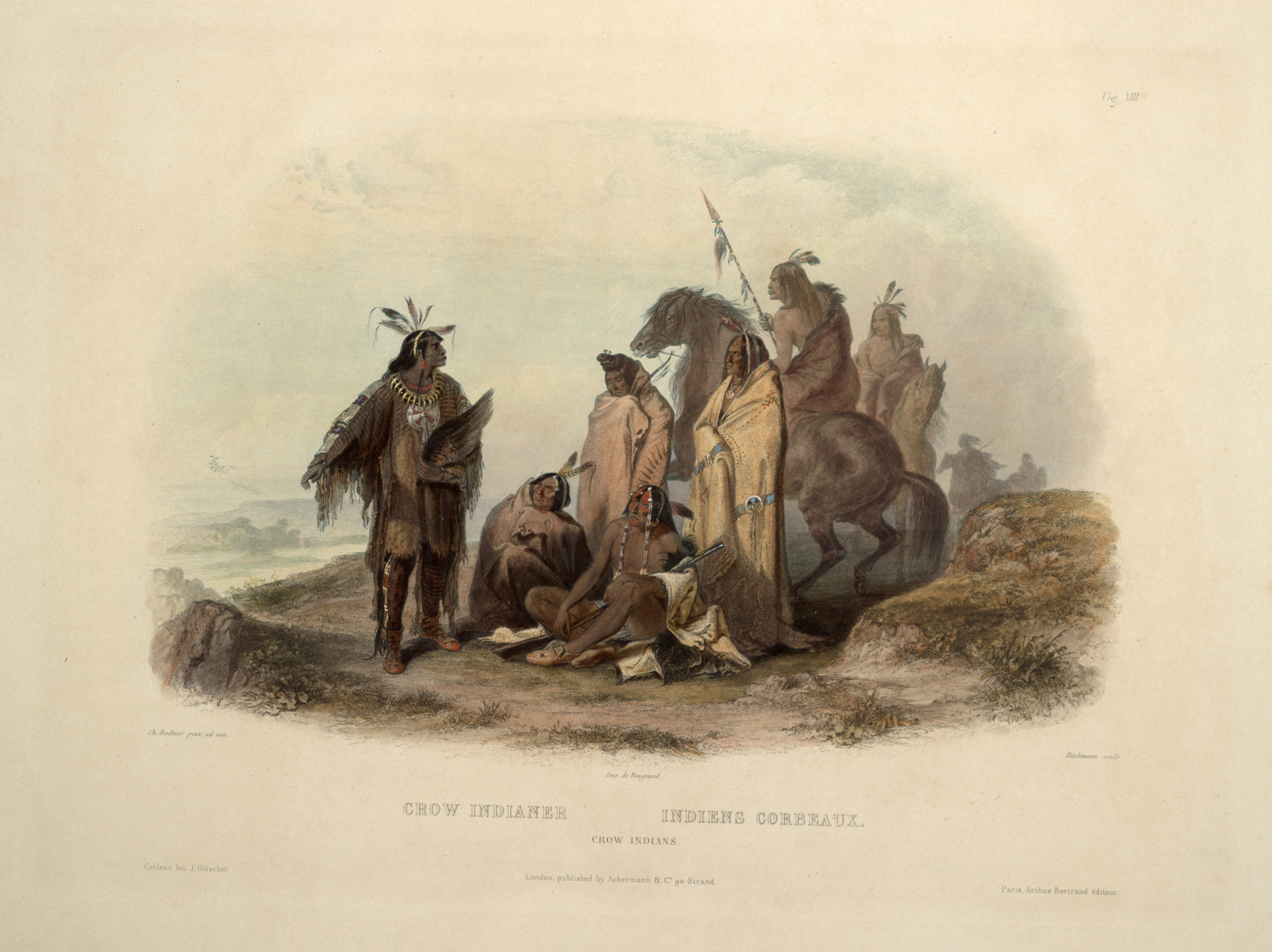
Indiani Crow

## Economia e religione
Dapprima i Crow coltivavano mais ma, spostandosi e diventando nomadi, divennero abili cacciatori. Cacciavano soprattutto bisonti e facevano molto spesso razzie nei villaggi vicini. Divennero cavalieri molto abili e si rubavano di frequente i cavalli tra le tribù. Praticavano il culto del Sole e del tuono.